# Дембеле, Сирики
Бен Сирики Дембеле (англ. Ben Siriki Dembélé; род. 7 сентября 1996, Кот-д’Ивуар) — ивуарийский футболист, нападающий английского клуба «Оксфорд Юнайтед».
Дембеле известен своей скоростью, способностью обыгрывать противников с помощью дриблинга и держать мяч, вовлекая в игру партнеров по команде. В возрасте 12 лет начал футбольный путь в академии шотландского клуба «Данди Юнайтед». Позже Сирики присоединился к Футбольной академии Nike. В мае 2017 года молодой игрок подписал первый профессиональный контракт с «Гримсби Таун». В июне 2018 перебрался в «Питерборо Юнайтед». 31 января 2022 года «Борнмут» приобрел нападающего, подписав контракт на три с половиной года.
Родившийся в Кот-д’Ивуаре Дембеле имеет право представлять сборные Англии и Шотландии на международном уровне.

## Клубная карьера
Дембеле родился в Кот-д’Ивуаре. В поисках лучшей возможности для игры в футбол Сирики со своей семьей переехал в Лондон. Позже семья перебралась в Шотландию, Дембеле посещал Футбольную школу Лурдес в Глазго. Началом карьеры для него стало поступление в академию «Данди Юнайтед», где молодой футболист провел три года. В 2015 году он перешел в молодежную команду «Эр Юнайтед».
В 2016 году Дембеле принял участие в испытаниях «Nike Most Wanted», проводимых «Футбольной академией Nike». Сирики стал единственным шотландским футболистом отобранным в команду «St George’s Park», развивая свои навыки с опытными наставниками. Находясь в академии, футболист проводил матчи с такими командами как «Барнсли» и «Хаддерсфилд Таун». В сентябре 2016 года он имел возможность подписать контракт с одной из них, однако получил травму и выбыл на четыре месяца.

### Гримсби Таун
25 мая 2017 года Сирики Дембеле подписал контракт с командой Второй Английской лиги «Гримсби Таун» сроком на один год. Дембеле также имел возможность присоединиться к «Стивенидж». Дебют на профессиональном уровне состоялся 5 августа 2017 года, когда его команда одержала победу над Честерфилдом со счетом 3-1. Дембеле отметился голевой передачей на Сэма Джонса. 7 октября 2017 года Сирики забил первый гол за «Гримсби Таун» в ворота «Порт Вейл». Десять дней спустя, он оформил дубль в победном матче с «Челтнем Таун».
Дембеле был признан лучшим игроком Английской футбольной лиги в октябре 2017 года.
В июне 2018 года Дембеле подал запрос на трансфер.

### Питерборо Юнайтед
22 июня 2018 года «Питерборо Юнайтед» объявил о приобретении Сирики Дембеле. Дебют за новую команду состоялся в первом матче сезона с командой «Бристоль Роверс», где Сирики появился на поле в стартовом составе. Первый мяч был забит 18 августа 2018 года в домашней игре с «Лутон Таун», где Дембеле также отметился голевой передачей. В октябре 2020 года Дембеле отметился первых хет-триком. Произошло это в матче Первой лиги с командой «Шрусбери Таун».

### Борнмут
Новым этапом в карьере Дембеле стал клуб «Борнмут», с которым 31 января 2022 года был подписан контракт до лета 2025 года. Комментируя свой переход, Дембеле подчеркнул, что «Борнмут» был его лучшим вариантом для успешного карьерного роста. Первым мячом за новую команду стал решающий гол в ворота «Блэкпула», забитый на последней минуте игры.
По итогам сезона 2021/2022 «Борнмут» занял второе место в турнирной таблице, получив повышение в Премьер-лигу. Первое появление Сирики на поле в матче высшей лиги Англии состоялось 19 октября 2022 года, где он вышел на замену в матче против «Саутгемптона».

#### Аренда в Осер
31 января 2023 года Дембеле присоединился к клубу «Осер» из Лиги 1 на правах аренды до конца сезона.

### Бирмингем Сити
В июле 2023 года, вернувшись из французского «Осера», где провел половину сезона на правах аренды, Дембеле подписал контракт с «Бирмингем Сити» из английского Чемпионшипа.

### Оксфорд Юнайтед
29 августа 2024 года Сирики Дембеле присоединился к «Оксфорд Юнайтед». Сумма трансфера не разглашалась, однако сообщалось, что клуб побил свой трансферный рекорд, который ранее составлял 650 тыс. фунтов стерлингов.

## Личная жизнь
У Сирики Дембеле есть младший брат Карамоко, который также является футболистом и выступает за французский клуб «Брест».